# Otira

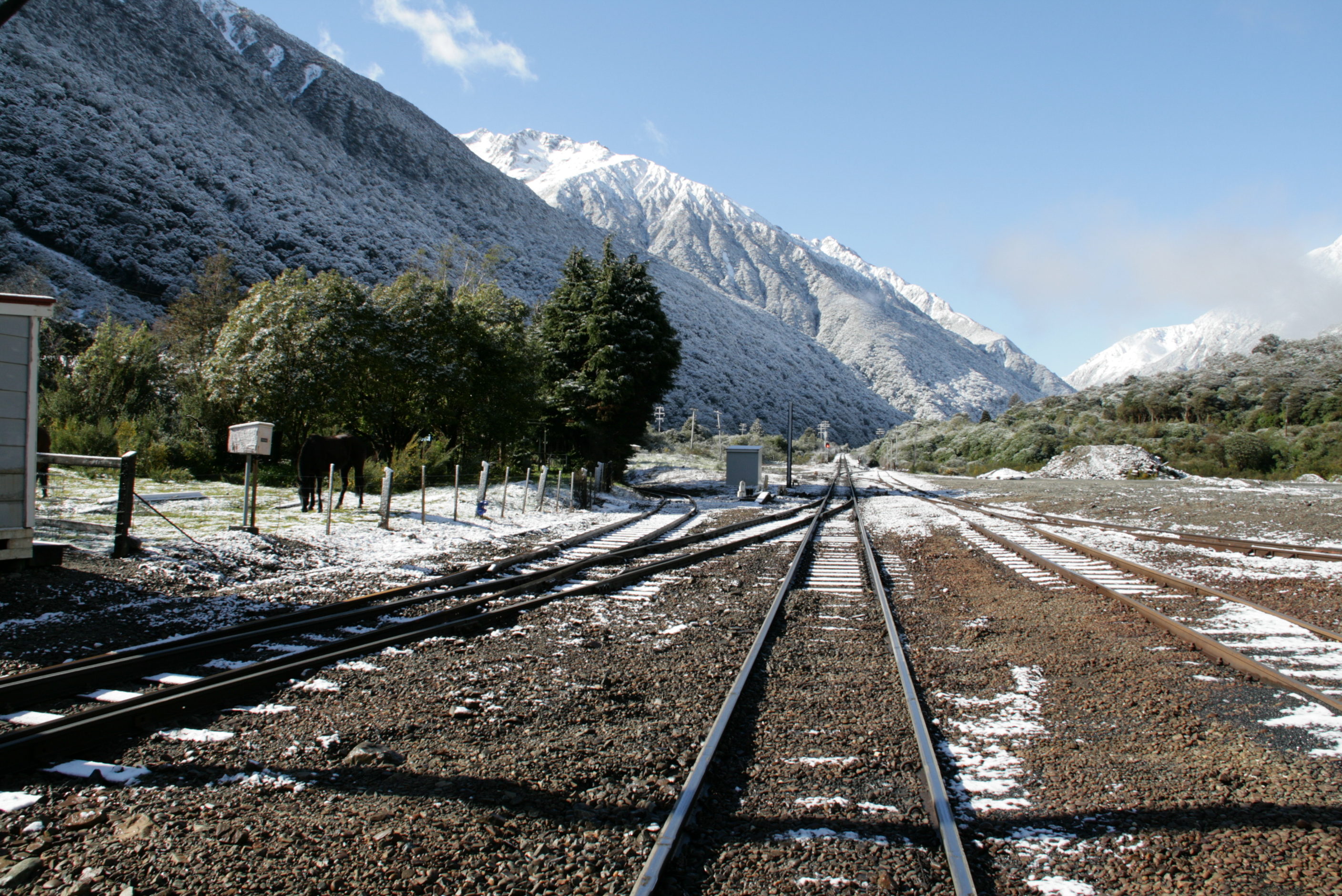
Blick vom Bahnhof auf die Gleise und Berge

Otira ist eine kleine Siedlung im Westland District der Region West Coast auf der Südinsel von Neuseeland.

## Geographie
Die Siedlung befindet sich rund 50 km südöstlich von Hokitika im Tal des Ōtira River. Der Arthur’s Pass liegt rund 12,5 km südlich der Siedlung. Westlich und östlich der Siedlung erheben sich die Berge der Neuseeländischen Alpen auf über 1700 m und 1800 m.

## Klima
Die mittlere jährliche Niederschlagsmenge beträgt 5000 mm und an durchschnittlich vier Tagen im Jahr fällt Schnee, hauptsächlich zwischen Anfang Juni Mitte September.

## Geschichte
Das erste Hotel in Otira öffnete 1864 und gab den Reisenden, die den Arthur’s Pass überquert hatten, Unterkunft und Verpflegung. 1900 erfolgte der Anschluss der Siedlung an das Schienennetz und 1907 begannen unweit der Siedlung die Arbeiten am Otira-Eisenbahntunnel, die 1923 abgeschlossen werden konnten. 1920 lebten zwischen 600 und 700 Einwohner in der Siedlung. Die Bevölkerungszahlen schwankte zu dieser Zeit abhängig davon, wo die Arbeiter zur Instandhaltung von Brücke und Straßen tätig und damit untergebracht waren. Die Eröffnung des Eisenbahntunnels führte dazu, dass zahlreiche Touristen die Siedlung besuchten. So eröffnete eine Teestube für die Passagiere, es gab eine Schule und ein beheiztes Schwimmbad. 1960 lebten über 600 Menschen in der Siedlung. In den 1980er Jahren wurde der größte Teil des Personenverkehrs eingestellt, was unmittelbaren Einfluss auf Otira hatte. Das Bahnhofsrestaurant und die Schule wurden geschlossen und viele Wohnhäuser wurden abgerissen. Während des Baus des Otira-Viadukts erhöhte sich die Einwohnerzahl nochmals kurzfristig. Im Jahr 1997 wurde das Hotel der Siedlung zum Verkauf angeboten und ein Jahr später von Chris und Bill Hennah übernommen, die zusätzlich 17 Häuser, das Rathaus, das Feuerwehrhaus und später auch noch das Schulgebäude für insgesamt 80.000 Neuseeland-Dollar (NZD) kauften. Sie renovierten das Hotel, eröffneten ein Pub und setzten einige Häuser wieder instand. Im Juni 2010 boten die Hennahs aus Altersgründen ihren Besitz für 1,5 Millionen NZD (ca. 845.000 Euro) wieder zum Verkauf an.

## Bevölkerung
Zum Zensus des Jahres 2013 zählte der Ort 54 Einwohner, 37,9 % mehr als zur Volkszählung im Jahr 2006.

## Infrastruktur

### Straßenverkehr
Durch Otira führt der New Zealand State Highway 73, der die Siedlung mit der Westküste der Südinsel und mit den Orten der Region Canterbury verbindet.

### Schienenverkehr
Otira liegt an der Midland Line, der Bahnstrecke, die die Neuseeländischen Alpen quert und von Rolleston nach Greymouth führt. Hier hält auch der einzige Personenzug, der auf der Strecke verkehrt, der TranzAlpine. Einige Kilometer südlich des Bahnhofs von Otira führt die Strecke durch den Otira-Tunnel, mit 8554 m der drittlängste Eisenbahntunnel Neuseelands.

## Ereignisse
Am 15. April 1910 wurde der Otira durch einen Tornado schwer verwüstet.